# 惠州市人民政府
惠州市人民政府，简称惠州市政府、惠府，是中华人民共和国广东省惠州市国家权力机关惠州市人民代表大会的执行机关及市级行政机关，于1988年3月1日挂牌成立。现办公地点位于惠城区云山西路6号。
现任惠州市人民政府市长为温金荣，于2021年10月28日当选。

## 沿革
1949年8月，东江人民行政委员会于广东省龙川县老隆镇成立。12月，行政委员会迁至惠州。1950年2月，东江专区行政督察专员公署成立，沿用原东江人民行政委员会班底。10月，更名为东江专区专员公署。1952年11月，应东江专区被撤销，专署亦被裁撤。:3223
1956年1月4日，国务院批准设立惠阳专区，专员公署驻惠阳县惠州镇。2月24日，惠阳专区专员公署成立，为广东省人民政府派出机关，设22个工作机构:3223。1958年11月22日，惠阳专区专员公署被裁撤，但公署又于1963年6月16日复设，仍驻县级惠州市。1966年，“文化大革命”爆发后，公署陷入瘫痪状态:3224。次年3月2日，惠阳专区军事管制委员会发布公告，宣布对该区实施军事管制，建立作为全区最高临时领导机构的军事管制委员会。20日，军管会正式成立。
1968年1月23日，惠阳专区革命委员会成立，为专区的临时权力机构。此举意味着惠阳专区军事管制委员会不再是惠阳专区的最高行政机构，但军事管制状态直至1973年3月才告解除。1970年10月，应惠阳专区更名为惠阳地区，惠阳专区革命委员会亦更名为惠阳地区革命委员会:3224。1979年4月，应惠阳地区对党政机关进行机构改革，惠阳地区革命委员会改制为惠阳地区行政公署，仍为广东省人民政府派出机构，驻县级惠州市。
1988年1月7日，国务院同意撤销惠阳地区，原县级惠州市升格为地级惠州市。3月1日，惠州市人民政府正式挂牌。1996年5月6日，惠州市人民政府由位于环城西二路的旧址搬迁至位于云山西路6号的行政中心办公。

## 职权
根据《中华人民共和国地方各级人民代表大会和地方各级人民政府组织法》第七十三条，县级以上的地方各级人民政府行使下列职权：
1. 执行本级人民代表大会及其常务委员会的决议，以及上级国家行政机关的决定和命令，规定行政措施，发布决定和命令；
2. 领导所属各工作部门和下级人民政府的工作；
3. 改变或者撤销所属各工作部门的不适当的命令、指示和下级人民政府的不适当的决定、命令；
4. 依照法律的规定任免、培训、考核和奖惩国家行政机关工作人员；
5. 编制和执行国民经济和社会发展规划纲要、计划和预算，管理本行政区域内的经济、教育、科学、文化、卫生、体育、城乡建设等事业和生态环境保护、自然资源、财政、民政、社会保障、公安、民族事务、司法行政、人口与计划生育等行政工作；
6. 保护社会主义的全民所有的财产和劳动群众集体所有的财产，保护公民私人所有的合法财产，维护社会秩序，保障公民的人身权利、民主权利和其他权利；
7. 履行国有资产管理职责；
8. 保护各种经济组织的合法权益；
9. 铸牢中华民族共同体意识，促进各民族广泛交往交流交融，保障少数民族的合法权利和利益，保障少数民族保持或者改革自己的风俗习惯的自由，帮助本行政区域内的民族自治地方依照宪法和法律实行区域自治，帮助各少数民族发展政治、经济和文化的建设事业；
10. 保障宪法和法律赋予妇女的男女平等、同工同酬和婚姻自由等各项权利；
11. 办理上级国家行政机关交办的其他事项。

## 下属机构
惠州市人民政府现时设有41个机构，包含办公室、31个政府工作部门及9个直属事业单位。

### 政府工作部门
- 惠州市发展和改革局（惠州市粮食和物资储备局）
- 惠州市教育局
- 惠州市科学技术局
- 惠州市工业和信息化局
- 惠州市公安局
- 惠州市民政局
- 惠州市司法局
- 惠州市财政局
- 惠州市人力资源和社会保障局
- 惠州市自然资源局（惠州市海洋局）
- 惠州市生态环境局
- 惠州市住房和城乡规划建设局
- 惠州市交通运输局
- 惠州市水利局
- 惠州市农业农村局
- 惠州市商务局
- 惠州市文化广电旅游体育局
- 惠州市卫生健康局
- 惠州市退役军人事务局
- 惠州市应急管理局
- 惠州市审计局
- 惠州市人民政府国有资产监督管理委员会
- 惠州市市场监督管理局（惠州市知识产权局）
- 惠州市统计局
- 惠州市医疗保障局
- 惠州市金融工作局
- 惠州市城乡管理和综合执法局
- 惠州市信访局
- 惠州市政务服务数据管理局
- 惠州市能源和重点项目局
- 惠州市林业局

### 直属事业单位
- 惠州市道路事务中心（惠州市公路管理局）
- 惠州市市政园林事务中心
- 惠州市市容环境卫生事务中心（惠州市环卫局）
- 惠州市人民政府移民办公室
- 惠州市港口航空铁路事务中心（惠州市港务管理局）
- 惠州市农业技术推广中心
- 惠州市仲裁委员会
- 惠州市住房公积金管理中心
- 惠州市公共资源交易中心

## 现任领导
| 姓名   | 职务              | 政党       | 出生年月           | 籍贯     | 性别 | 民族 | 其他职务 |
| ------ | ----------------- | ---------- | ------------------ | -------- | ---- | ---- | --- |
| 陈宇航 | 市长 党组书记     | 中国共产党 | 1979年1月（46岁）  | 吉林辽源 | 男   | 汉族 | 中国共产党惠州市委员会副书记                                                                                        |
| 王滨   | 副市长 党组副书记 | 中国共产党 | 1970年11月（54岁） | 河南延津 | 男   | 汉族 | 中国共产党惠州市委员会常委                                                                                          |
| 于加良 | 副市长            | 九三學社   | 1965年9月（59岁）  | 山东莱州 | 男   | 汉族 | 九三学社惠州市委员会主任委员                                                                                        |
| 李俊玲 | 副市长 党组成员   | 中国共产党 | 1973年5月（51岁）  | 广东大埔 | 女   | 汉族 | |
| 黎炳盛 | 副市长 党组成员   | 中国共产党 | 1976年2月（49岁）  | 广东信宜 | 男   | 汉族 | |
| 陈海波 | 副市长 党组成员   | 中国共产党 | 1974年5月（50岁）  |          | 男   | 汉族 | 中国共产党惠州市委员会政法委员会第一副书记 中国共产党惠州市公安局委员会党委书记 惠州市公安局局长 惠州市公安局督察长 |
| 段致辉 | 副市长 党组成员   | 中国共产党 | 1977年4月（47岁）  | 河南洛阳 | 男   | 汉族 | 中国共产党龙门县委员会书记                                                                                          |
| 邓焕彬 | 秘书长 党组成员   | 中国共产党 | 1969年6月（55岁）  |          | 男   | 汉族 | 中国共产党惠州市人民政府机关党组书记 惠州市人民政府办公室主任                                                       |

## 历任市长
| 任数 | 姓名   | 任期                   | 参考          |
| ---- | ------ | ---------------------- | ------------- |
| 1    | 李近维 | 1988.6-1993.6          | [ 15 ]        |
| 2    | 李近维 | 1993.6-1994.4          | [ 15 ]        |
| 代理 | 谭璋球 | 1994.4-1994.5          | [ 15 ]        |
| 3    | 谭璋球 | 1994.5-1996.1          | [ 15 ]        |
| 代理 | 李鸿忠 | 1996.1-1996.4          | [ 15 ]        |
| 4    | 李鸿忠 | 1996.4-1998.5          | [ 15 ]        |
| 5    | 李鸿忠 | 1998.6-2000.3          | [ 15 ]        |
| 代理 | 肖志恒 | 2000.3-2000.4          | [ 15 ]        |
| 6    | 肖志恒 | 2000.4-2001.4.18       | [ 15 ] [ 16 ] |
| 代理 | 柳锦州 | 2001.4.18-2001.4.28    | [ 16 ]        |
| 7    | 柳锦州 | 2001.4.28-2003.5.29    | [ 16 ]        |
| 8    | 柳锦州 | 2003.5.29-2003.8.27    | [ 17 ]        |
| 代理 | 黄业斌 | 2003.8.27-2004.4.2     | [ 18 ]        |
| 9    | 黄业斌 | 2004.4.2-2006.10.28    | [ 19 ] [ 20 ] |
| 代理 | 李汝求 | 2006.11.3-2007.1.14    | [ 21 ]        |
| 10   | 李汝求 | 2007.1.14-2011.8.9     | [ 22 ] [ 23 ] |
| 代理 | 陈奕威 | 2011.8.9-2012.1.11     | [ 23 ]        |
| 11   | 陈奕威 | 2012.1.11-2013.4.23    | [ 24 ] [ 25 ] |
| 代理 | 麦教猛 | 2013.4.23-2013.5.18    | [ 25 ]        |
| 12   | 麦教猛 | 2013.5.18-2017.1.11    | [ 26 ]        |
| 13   | 麦教猛 | 2017.1.11-2018.5.3     | [ 27 ] [ 28 ] |
| 代理 | 刘吉   | 2018.5.3-2018.6.14     | [ 29 ]        |
| 14   | 刘吉   | 2018.6.14-2021.10.28   | [ 2 ]         |
| 代理 | 温金荣 | 2021.10.28-2021.11.12  |               |
| 15   | 温金荣 | 2021.11.12- 2024.10.20 |               |
| 代理 | 陈宇航 | 2025.1.3-              |               |
| 16   | 陈宇航 |                        |               |

|}

## 接驳交通
- 市民公园：L2、2、10、18、20、25、29、35、38、41、49
- 市政府：18、29、35、49、235